# Sette giorni di gioia
Sette giorni di gioia (He Comes Up Smiling) è un film muto del 1918 diretto da Allan Dwan. Sceneggiato da Frances Marion e interpretato da Douglas Fairbanks che lo produsse, il film fu distribuito dalla Artcraft Pictures Corporation, uscendo in sala nel settembre 1918.
La sceneggiatura di Frances Marion si basa sul lavoro teatrale He Comes Up Smiling di Byron Ongley e Emil Nyitray che era andato in scena al Liberty Theatre di Broadway il 16 settembre 1914 interpretato da Douglas Fairbanks. La commedia, a sua volta, si basa sul romanzo omonimo di Charles Sherman, pubblicato a Indianapolis nel 1912.

## Trama
Jerry Martin lavora come impiegato per una banca, ma la sua sola e unica incombenza è quella di prendersi cura del canarino del vice presidente. Quando l'uccellino scappa dalla gabbia, Jerry si mette a rincorrerlo e, cercando di catturarlo, capita in mezzo a un gruppo di barboni che gli suggeriscono che forse sia lui che l'uccello hanno bisogno di libertà. Jerry accoglie il suggerimento e vive spensieratamente in piena libertà insieme a Baron Bean, uno dei vagabondi. Un giorno, però, qualcuno gli ruba i vestiti. Costretto a indossare gli abiti di Batchelor, un agente di cambio, finisce - con il consenso di Batchelor - in casa di Bartlett, un ricco finanziere. Qui, scopre che Batchelor trama per rovinare il suo ospite: Jerry corre in soccorso del vecchio signore, anche perché è innamorato di sua figlia Billy. Bartlett gli offre di diventare suo socio, mentre il suo vecchio datore di lavoro, il padrone del canarino, gli lascia una cospicua eredità per le cure che ha sempre prodigato al suo amato animaletto.

## Produzione
Il film fu prodotto dalla Douglas Fairbanks Pictures. Alcune scene in esterni vennero girate a Bear Valley.

## Distribuzione
Il copyright del film, richiesto dalla Famous Players-Lasky Corp., fu registrato il 17 settembre 1918 con il numero LP12865. La pubblicità riportava la notizia che nella pellicola apparivano la magnifica residenza di Fairbanks e la casa tra le montagne della Sierra Madre del regista Allan Dwan.
Il film fu presentato a New York l'8 settembre 1918 prima di uscire in distribuzione nelle sale USA. Alcune fonti, riportano la data del 9 settembre per la prima uscita pubblica, altre fonti quella del 29 settembre. In Francia, dove uscì il 26 marzo 1920, prese il titolo di Douglas a le sourire.
In Italia il film venne distribuito dalla Monat nel 1923. Il titolo italiano volle rappresentare il film come contrapposizione di Sette anni di guai di Max Linder.

### Conservazione
Copia incompleta della pellicola (ne rimangono solo due rulli sui cinque originali) si trova negli Stati Uniti, negli archivi dell'AMPA.